# ジョージ・クラム (料理人)

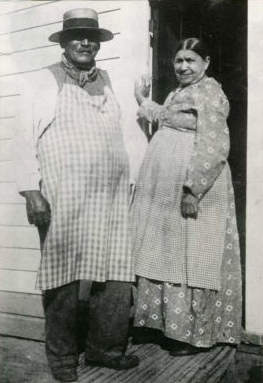
ジョージ・クラムとその妹ケイト・ウィックス (撮影年不明・1900年以前だがメモ書きからポテトチップスを発明した1853年頃の写真と推定)

ジョージ・クラム (George Crum, 1824年7月15日? - 1914年7月22日) は、アメリカの料理人。ポテトチップス発明者とも言われているインディアン系アメリカ人。本名ジョージ・スペック (George Speck)。ニューヨーク州サラトガ・スプリングズのレストラン「ムーンズ・レイク・ハウス」の料理人。後にレストラン「クラム」オーナーシェフ。アメリカでは大富豪からのクレームでポテトチップスが生まれた逸話が有名である。

## 人物
ジョージ・クラム（スペック）は、1824年7月15日（もしくは1825年あるいは1822年）にアフリカ系アメリカ人の父アブラハムとインディアン系アメリカ人であり、料理人でもあった母ダイアナの息子としてアメリカ合衆国ニューヨーク州北部サラトガ郡で生まれた。インディアン（モホーク族）とアフリカ系の混血である事から、半アフリカ半インディアンのコックとも呼ばれる。なお、母方にドイツ系移民混血の可能性も指摘されているが、国勢調査では、外見からか黒人と記入される事が多い。
彼の家族は、ボールストンスパやマルタに住んでいたとされるがはっきりしていない。国政調査によれば少なくとも1850年9月までにはサラトガに移転していたと見られる。当時、マンハッタンなどにニューヨークの成功者が現れ、サラトガ地方は暑さを避ける夏のキャンプ地として人気を得て、当時の金持ちやエリートが集まるようになっており、それに伴い余暇を持て余した富裕層に自然観光が行われていた。この際に自然に対して博識な現地インディアンが雇用されていた。これらは、観光のみならず狩猟や釣り、また、狩った動物や魚などの調理も提供するようになる。この頃の彼とその家族の動向ははっきりしていないが、ボールストンスパにおける奴隷解放は1820年代であり、大半の解放された直後の黒人やインディアンは読み書きができない状況下にあり、職探しと貧困に苦労しているのが一般的な姿である。これらの環境で育った彼は、アディロンダック山地でガイドとして働く傍ら野生の鹿や鴨の料理を意欲的に研究しており、その試行錯誤は実験的だったという。
1850年代には、ムーンズ・レイク・ハウスに雇われ、彼の料理は有名になっていく。クラムの料理は人気を集め、時には長時間客を待たせるようになったという。彼は工夫をし、パンくず（パン粉）をバスケットに乗せて、料理が出るまでの間を取り持った。ムーンズ・レイク・ハウスは、更なる人気の高まりから高級レストランと化していく。同レストランの常連には、アメリカ初期の大富豪であり、当時鉄道王とも呼ばれたコーネリアス・ヴァンダービルトがいた。ヴァンダービルトは、彼の料理を大変気に入にいり毎月の様に通う常連客となったものの、彼のスペックという名前を覚えようとはしなかったが、彼の調理したパン粉（Crum,クラム）を（客を待たせる）ウェイトレスよりも偉大であると絶賛した。その事をきっかけに、自らのニックネームをクラムとする事を決意する（なお、このウェイトレスが白人であったかどうかは明示していない）。
クラムの店は、1890年に閉店するまでウィリアム・ヴァンダービルト、コーネリアス・ヴァンダービルト、ジェイ・グールド、ヘンリー・ヒルトンなどの富裕層に愛された。

## ポテトチップス誕生の逸話
ある日に客が「ポテトフライが厚すぎる」とクレームを言っては何度も作り変えさせた。困惑しうんざりしたクラムはフォークで刺せない程に薄く切り、カリカリに揚げたポテトを考案し客への嫌がらせのつもりで出したところ意外にも客には大変好評だったという。この料理はすぐにサラトガ・チップス（Saratoga Chips）という名でレストランのメニューに登場、その後すぐにこの料理は各地に広まり一般的なものになった。クラムはこの商品の可能性に目をつけ商品化する事により、富を得て1860年サラトガ・スプリングズ南岸に自らのレストランを開く。この1860年は奇しくも奴隷制拡大反対を唱えるエイブラハム・リンカーンの当選の年である。サラトガ・チップスは複数の名前を経て、現在のポテトチップスの原型になったと言われている。クラムの妹ケイト・ウィックスはその発明を偶然であったと1932年の新聞インタビューで述べている。これらの事からポテトチップスの発明は1853年8月24日とされている。なおポテトチップス発明のきっかけとなったクレーム客は、前出の大富豪コーネリアス・ヴァンダービルトではないかとも言われているがはっきりしていない。